# Rhinopias argoliba
Rhinopias argoliba — вид скорпеноподібних риб родини скорпенових (Scorpaenidae).

## Поширення
Вид зустрічається на заході Тихого океану біля берегів Японії.

## Опис
Риба дрібного розміру до 15 см завдовжки, яскравого забарвлення. На спинному та грудних плавцях розміщені довгі, отруйні, яскраво забарвлені колючки.

## Спосіб життя
Це морський, тропічний вид, що мешкає на коралових рифах на глибині до 30 м. Активний хижак, що живиться дрібною рибою та ракоподібними.